# غراهام باركر
غراهام باركر (بالإنجليزية: Graham Parker)‏ هو عازف قيثارة وموسيقي ومغن مؤلف ومغني وكاتب أغاني بريطاني، ولد في 18 نوفمبر 1950 في لندن في المملكة المتحدة.

## وصلات خارجية
- الموقع الرسمي
- غراهام باركر على موقع IMDb (الإنجليزية)
- غراهام باركر على موقع ميوزك برينز (الإنجليزية)
- غراهام باركر على موقع رولينغ ستون (الإنجليزية)
- غراهام باركر على موقع إن إن دي بي (الإنجليزية)
- غراهام باركر على موقع أول ميوزيك (الإنجليزية)
- غراهام باركر على موقع ديسكوغز (الإنجليزية)
- غراهام باركر على موقع ديسكوغز (الإنجليزية)